# Sphenexia
Sphenexia is een geslacht van rechtvleugeligen uit de familie Pyrgomorphidae. De wetenschappelijke naam van dit geslacht is voor het eerst geldig gepubliceerd in 1896 door Karsch.

## Soorten
Het geslacht Sphenexia  is monotypisch en omvat slechts de volgende soort:
- Sphenexia fusiformis (Karsch, 1896)